# 山代東口駅
山代東口駅（やましろひがしぐちえき）は、石川県加賀市山代温泉に存在した北陸鉄道山代線（加南線）の駅である。1971年（昭和46年）、同線の廃線に伴い廃駅となった。

## 概要
駅名のとおり山代温泉の東に位置し、敷地内には温泉電軌の本社が、北陸鉄道合併後は山代営業所が置かれていた。

## 歴史
- 1914年（大正3年）
  - 10月1日：温泉電軌河南 - 当駅間開業時に本九谷駅として開業[1]。
  - 11月1日：連絡線当駅 - 粟津温泉間開業に伴い、中間駅となる[2]。
  - 11月11日：山代東口駅に改称[3]。
- 1943年（昭和18年）10月13日：合併により北陸鉄道の駅となる。
- 1963年（昭和38年）7月19日：連絡線の山代線への改称により同線の駅となる。
- 1968年（昭和43年）9月1日：駅業務を株式会社北鉄交通社に委託。
- 1971年（昭和46年）7月11日：加南線全線廃止により廃駅。

## 駅構造
相対式ホーム2面2線を有し、1962年（昭和37年）の粟津線と連絡線一部区間廃止に伴い、代替バスとの乗り継ぎの便を図るため、翌1963年（昭和38年）にバスターミナルを併設した鉄筋コンクリート2階建の駅舎が新築された。駅舎を挟んで北側に電車が、南側にバスが発着していた。

## 廃止後
跡地は公園と駐車場になっている。

## 隣の駅
北陸鉄道
山代線
山代駅 - 山代東口駅 - 宇和野駅